# Jean-Julien Rojer
Jean-Julien Rojer (phát âm tiếng Hà Lan: [ˌʒɑ̃ːʒyˌljɛ̃ː ˈroːjɛr]; sinh ngày 25 tháng 8 năm 1981) là một vận động viên quần vợt chuyên nghiệp người Hà Lan đến từ Curaçao. Thứ hạng đánh đơn ATP cao nhất của anh là vị trí số 218 trên thế giới, khi anh đạt được vào ngày 15 tháng 8 năm 2005. Sở trường đôi, thứ hạng đánh đôi cao nhất của anh là vị trí số 3 trên thế giới, khi anh đạt được vào Tháng 11 năm 2015. Anh đã từng đánh cặp với Eric Butorac và Aisam-ul-Haq Qureshi. Anh hiện đang đánh cặp với Horia Tecău của România, họ đã giành được danh hiệu đôi nam tại Giải quần vợt Wimbledon 2015 và Giải quần vợt Mỹ Mở rộng 2017. Với Anna-Lena Grönefeld, anh cũng đã giành được danh hiệu đôi nam nữ tại Giải quần vợt Pháp Mở rộng 2014. Anh đã tham dự UCLA khi anh đại diện cho đội quần vợt nam UCLA Bruins.

## Các trận chung kết quan trọng

### Chung kết Grand Slam

#### Đôi nam: 2 (2 danh hiệu)
| Kết quả | Năm  | Giải đấu   | Mặt sân | Đồng đội    | Đối thủ                    | Tỉ số              |
| ------- | ---- | ---------- | ------- | ----------- | -------------------------- | ------------------ |
| Vô địch | 2015 | Wimbledon  | Cỏ      | Horia Tecău | Jamie Murray John Peers    | 7–6(7–5), 6–4, 6–4 |
| Vô địch | 2017 | Mỹ Mở rộng | Cứng    | Horia Tecău | Feliciano López Marc López | 6–4, 6–3           |

#### Đôi nam nữ: 1 (1 danh hiệu)
| Kết quả | Năm  | Giải đấu     | Mặt sân | Đồng đội            | Đối thủ                     | Tỉ số            |
| ------- | ---- | ------------ | ------- | ------------------- | --------------------------- | ---------------- |
| Vô địch | 2014 | Pháp Mở rộng | Đất nện | Anna-Lena Grönefeld | Julia Görges Nenad Zimonjić | 4–6, 6–2, [10–7] |

### Giải đấu cuối năm

#### Đôi: 1 (1 danh hiệu)
| Kết quả | Năm  | Giải đấu | Mặt sân  | Đồng đội    | Đối thủ                     | Tỉ số    |
| ------- | ---- | -------- | -------- | ----------- | --------------------------- | -------- |
| Vô địch | 2015 | Luân Đôn | Cứng (i) | Horia Tecău | Rohan Bopanna Florin Mergea | 6–4, 6–3 |

### Chung kết Masters 1000

#### Đôi: 4 (2 danh hiệu, 2 á quân)
| Kết quả | Năm  | Giải đấu   | Mặt sân  | Đồng đội             | Đối thủ                              | Tỉ số                      |
| ------- | ---- | ---------- | -------- | -------------------- | ------------------------------------ | -------------------------- |
| Á quân  | 2012 | Paris      | Cứng (i) | Aisam-ul-Haq Qureshi | Mahesh Bhupathi Rohan Bopanna        | 6–7(6–8), 3–6              |
| Vô địch | 2013 | Miami      | Cứng     | Aisam-ul-Haq Qureshi | Mariusz Fyrstenberg Marcin Matkowski | 6–4, 6–1                   |
| Vô địch | 2016 | Madrid     | Đất nện  | Horia Tecău          | Rohan Bopanna Florin Mergea          | 6–4, 7-6 (7-5)             |
| Á quân  | 2016 | Cincinnati | Cứng     | Horia Tecău          | Ivan Dodig Marcelo Melo              | 6–7(5–7), 7–6(7–5), [6–10] |

## Chung kết sự nghiệp ATP

### Đôi: 43 (26 danh hiệu, 17 á quân)
| Chú thích                         |
| --------------------------------- |
| Giải Grand Slam (2–0)             |
| ATP World Tour Finals (1–0)       |
| ATP World Tour Masters 1000 (2–2) |
| ATP World Tour 500 Series (7–4)   |
| ATP World Tour 250 Series (14–11) |

| Chung kết theo mặt sân |
| ---------------------- |
| Cứng (16–9)            |
| Đất nện (7–7)          |
| Cỏ (3–1)               |

| Danh hiệu theo lắp đặt |
| ---------------------- |
| Ngoài trời (19–11)     |
| Trong nhà (7–6)        |

| Kết quả | T-B   | Ngày             | Giải đấu                                                 | Thể loại     | Mặt sân  | Đồng đội             | Đối thủ                              | Tỉ số                      |
| ------- | ----- | ---------------- | -------------------------------------------------------- | ------------ | -------- | -------------------- | ------------------------------------ | -------------------------- |
| Loss    | 0–1   | Th7 năm 2008     | Swedish Open, Sweden                                     | Intl Series  | Clay     | Johan Brunström      | Jonas Björkman Robin Söderling       | 2–6, 2–6                   |
| Loss    | 0–2   | tháng 5 năm 2009 | Serbia Open, Serbia                                      | 250 Series   | Clay     | Johan Brunström      | Łukasz Kubot Oliver Marach           | 6–2, 7–6(7–3)              |
| Loss    | 0–3   | Th6 năm 2009     | Rosmalen Grass Court Championships, Netherlands          | 250 Series   | Grass    | Johan Brunström      | Wesley Moodie Dick Norman            | 6–7(3–7), 7–6(7–3), [5–10] |
| Loss    | 0–4   | Th8 năm 2009     | Croatia Open, Croatia                                    | 250 Series   | Clay     | Johan Brunström      | František Čermák Michal Mertiňák     | 4–6, 4–6                   |
| Loss    | 0–5   | Th9 năm 2009     | Romanian Open, Romania                                   | 250 Series   | Clay     | Johan Brunström      | František Čermák Michal Mertiňák     | 2–6, 4–6                   |
| Loss    | 0–6   | Th8 năm 2010     | Los Angeles Open, United States                          | 250 Series   | Hard     | Eric Butorac         | Bob Bryan Mike Bryan                 | 7–6(8–6), 2–6, [7–10]      |
| Win     | 1–6   | Th10 năm 2010    | Japan Open, Japan                                        | 500 Series   | Hard     | Eric Butorac         | Andreas Seppi Dmitry Tursunov        | 6–3, 6–2                   |
| Win     | 2–6   | Th10 năm 2010    | Stockholm Open, Sweden                                   | 250 Series   | Hard (i) | Eric Butorac         | Johan Brunström Jarkko Nieminen      | 6–3, 6–4                   |
| Loss    | 2–7   | Th2 năm 2011     | U.S. National Indoor Tennis Championships, United States | 500 Series   | Hard (i) | Eric Butorac         | Max Mirnyi Daniel Nestor             | 2–6, 7–6(8–6), [3–10]      |
| Win     | 3–7   | tháng 5 năm 2011 | Estoril Open, Portugal                                   | 250 Series   | Clay     | Eric Butorac         | Marc López David Marrero             | 6–3, 6–4                   |
| Win     | 4–7   | tháng 5 năm 2011 | Open de Nice Côte d'Azur, France                         | 250 Series   | Clay     | Eric Butorac         | Santiago González David Marrero      | 6–3, 6–4                   |
| Win     | 5–7   | Th10 năm 2011    | Malaysian Open, Malaysia                                 | 250 Series   | Hard (i) | Eric Butorac         | František Čermák Filip Polášek       | 6–1, 6–3                   |
| Loss    | 5–8   | Th11 năm 2011    | Valencia Open, Spain                                     | 500 Series   | Hard (i) | Eric Butorac         | Bob Bryan Mike Bryan                 | 6–4, 7–6(11–9)             |
| Win     | 6–8   | tháng 5 năm 2012 | Estoril Open, Portugal (2)                               | 250 Series   | Clay     | Aisam-ul-Haq Qureshi | Julian Knowle David Marrero          | 7–5, 7–5                   |
| Win     | 7–8   | Th6 năm 2012     | Halle Open, Germany                                      | 250 Series   | Grass    | Aisam-ul-Haq Qureshi | Treat Huey Scott Lipsky              | 6–3, 6–4                   |
| Loss    | 7–9   | Th11 năm 2012    | Paris Masters, France                                    | Masters 1000 | Hard (i) | Aisam-ul-Haq Qureshi | Mahesh Bhupathi Rohan Bopanna        | 6–7(6–8), 3–6              |
| Loss    | 7–10  | Th2 năm 2013     | Open 13, France                                          | 250 Series   | Hard (i) | Aisam-ul-Haq Qureshi | Rohan Bopanna Colin Fleming          | 4–6, 6–7(3–7)              |
| Win     | 8–10  | Th3 năm 2013     | Miami Open, United States                                | Masters 1000 | Hard     | Aisam-ul-Haq Qureshi | Mariusz Fyrstenberg Marcin Matkowski | 6–4, 6–1                   |
| Loss    | 8–11  | tháng 5 năm 2013 | Portugal Open, Portugal                                  | 250 Series   | Clay     | Aisam-ul-Haq Qureshi | Santiago González Scott Lipsky       | 3–6, 6–4, [7–10]           |
| Win     | 9–11  | Th10 năm 2013    | Stockholm Open, Sweden (2)                               | 250 Series   | Hard (i) | Aisam-ul-Haq Qureshi | Jonas Björkman Robert Lindstedt      | 6–2, 6–2                   |
| Win     | 10–11 | Th2 năm 2014     | Zagreb Indoors, Croatia                                  | 250 Series   | Hard (i) | Horia Tecău          | Philipp Marx Michal Mertiňák         | 3–6, 6–4, [10–2]           |
| Loss    | 10–12 | Th2 năm 2014     | Rotterdam Open, Netherlands                              | 500 Series   | Hard (i) | Horia Tecău          | Michaël Llodra Nicolas Mahut         | 2–6, 6–7(7–4)              |
| Win     | 11–12 | Th4 năm 2014     | Grand Prix Hassan II, Morocco                            | 250 Series   | Clay     | Horia Tecău          | Tomasz Bednarek Lukáš Dlouhý         | 6–2, 6–2                   |
| Win     | 12–12 | Th4 năm 2014     | Romanian Open, Romania                                   | 250 Series   | Clay     | Horia Tecău          | Mariusz Fyrstenberg Marcin Matkowski | 6–4, 6–4                   |
| Win     | 13–12 | Th6 năm 2014     | Rosmalen Grass Court Championships, Netherlands          | 250 Series   | Grass    | Horia Tecău          | Santiago González Scott Lipsky       | 6–3, 7–6(7–3)              |
| Win     | 14–12 | Th8 năm 2014     | Washington Open, United States                           | 500 Series   | Hard     | Horia Tecău          | Sam Groth Leander Paes               | 7–5, 6–4                   |
| Win     | 15–12 | Th9 năm 2014     | Shenzhen Open, China                                     | 250 Series   | Hard     | Horia Tecău          | Chris Guccione Sam Groth             | 6–4, 7–6(7–4)              |
| Win     | 16–12 | Th10 năm 2014    | China Open, China                                        | 500 Series   | Hard     | Horia Tecău          | Julien Benneteau Vasek Pospisil      | 6–7(6–8), 7–5, [10–5]      |
| Win     | 17–12 | Th10 năm 2014    | Valencia Open, Spain                                     | 500 Series   | Hard (i) | Horia Tecău          | Kevin Anderson Jérémy Chardy         | 6–4, 6–2                   |
| Loss    | 17–13 | Th1 năm 2015     | Sydney International, Australia                          | 250 Series   | Hard     | Horia Tecău          | Rohan Bopanna Daniel Nestor          | 4–6, 6–7(5–7)              |
| Win     | 18–13 | Th2 năm 2015     | Rotterdam Open, Netherlands                              | 500 Series   | Hard (i) | Horia Tecău          | Jamie Murray John Peers              | 3–6, 6–3, [10–8]           |
| Loss    | 18–14 | tháng 5 năm 2015 | Open de Nice Côte d'Azur, France                         | 250 Series   | Clay     | Horia Tecău          | Mate Pavić Michael Venus             | 6–7(4–7), 6–2, [7–10]      |
| Win     | 19–14 | Th7 năm 2015     | Wimbledon Championships, United Kingdom                  | Grand Slam   | Grass    | Horia Tecău          | Jamie Murray John Peers              | 7–6(7–5), 6–4, 6–4         |
| Win     | 20–14 | Th11 năm 2015    | ATP World Tour Finals, United Kingdom                    | Tour Finals  | Hard (i) | Horia Tecău          | Rohan Bopanna Florin Mergea          | 6–4, 6–3                   |
| Win     | 21–14 | tháng 5 năm 2016 | Madrid Open, Spain                                       | Masters 1000 | Clay     | Horia Tecău          | Rohan Bopanna Florin Mergea          | 6–4, 6–3                   |
| Loss    | 21–15 | Th8 năm 2016     | Cincinnati Masters, United States                        | Masters 1000 | Hard     | Horia Tecău          | Ivan Dodig Marcelo Melo              | 6–7(5–7), 7–6(7–5), [6–10] |
| Win     | 22–15 | Th3 năm 2017     | Dubai Tennis Championships, UAE                          | 500 Series   | Hard     | Horia Tecău          | Rohan Bopanna Marcin Matkowski       | 4–6, 6–3, [10–3]           |
| Win     | 23–15 | tháng 5 năm 2017 | Geneva Open, Switzerland                                 | 250 Series   | Clay     | Horia Tecău          | Juan Sebastián Cabal Robert Farah    | 2–6, 7–6(11–9), [10–6]     |
| Win     | 24–15 | Th8 năm 2017     | Winston-Salem Open, United States                        | 250 Series   | Hard     | Horia Tecău          | Julio Peralta Horacio Zeballos       | 6–3, 6–4                   |
| Win     | 25–15 | Th9 năm 2017     | US Open, United States                                   | Grand Slam   | Hard     | Horia Tecău          | Feliciano López Marc López           | 6–4, 6–3                   |
| Loss    | 25–16 | Th10 năm 2017    | Stockholm Open, Sweden                                   | 250 Series   | Hard (i) | Aisam-ul-Haq Qureshi | Oliver Marach Mate Pavić             | 6–3, 6–7(6–8), [4–10]      |
| Win     | 26–16 | Th3 năm 2018     | Dubai Tennis Championships, UAE (2)                      | 500 Series   | Hard     | Horia Tecău          | James Cerretani Leander Paes         | 6–2, 7–6(7–2)              |
| Loss    | 26–17 | Th4 năm 2018     | Barcelona Open, Spain                                    | 500 Series   | Clay     | Aisam-ul-Haq Qureshi | Feliciano López Marc López           | 6–7(5–7), 4–6              |

## Thống kê sự nghiệp đôi
| VĐ | CK | BK | TK | V# | RR | Q# | A |  | Z# | PO | G | F-S | SF-B | NMS | NH |

Tính đến ATP Finals 2017.
|                            | Antille thuộc Hà Lan     | Antille thuộc Hà Lan     | Antille thuộc Hà Lan     | Antille thuộc Hà Lan     | Antille thuộc Hà Lan     | Antille thuộc Hà Lan     | Antille thuộc Hà Lan     | Antille thuộc Hà Lan     | Antille thuộc Hà Lan     | Antille thuộc Hà Lan     | Antille thuộc Hà Lan     | Antille thuộc Hà Lan     | Curaç.                   | Hà Lan | Hà Lan   | Hà Lan   | Hà Lan   | Hà Lan | Hà Lan   | Hà Lan   |         |         |
| Giải đấu                   | 1999                     | 2000                     | 2001                     | 2002                     | 2003                     | 2004                     | 2005                     | 2006                     | 2007                     | 2008                     | 2009                     | 2010                     | 2011                     | 2012   | 2013     | 2014     | 2015     | 2016   | 2017     | 2018     | SR      | T-B     |
| Giải Grand Slam            |                          |                          |                          |                          |                          |                          |                          |                          |                          |                          |                          |                          |                          |        |          |          |          |        |          |          |         |         |
| Úc Mở rộng                 | A                        | A                        | A                        | A                        | A                        | A                        | A                        | A                        | A                        | A                        | A                        | 3R                       | SF                       | 3R     | 3R       | 2R       | SF       | QF     | 3R       | 2R       | 0 / 9   | 21–9    |
| Pháp Mở rộng               | A                        | A                        | A                        | A                        | A                        | A                        | A                        | A                        | A                        | A                        | 2R                       | 1R                       | 1R                       | SF     | 3R       | 3R       | SF       | 2R     | 3R       |          | 0 / 9   | 16–9    |
| Wimbledon                  | A                        | A                        | A                        | A                        | A                        | A                        | A                        | A                        | Q1                       | A                        | 2R                       | 1R                       | 2R                       | 3R     | 3R       | 3R       | W        | 1R     | 1R       |          | 1 / 9   | 14–8    |
| Mỹ Mở rộng                 | A                        | A                        | A                        | A                        | A                        | A                        | A                        | A                        | A                        | A                        | 1R                       | 1R                       | 2R                       | SF     | QF       | 3R       | QF       | 3R     | W        |          | 1 / 9   | 19–8    |
| Thắng-Bại                  | 0–0                      | 0–0                      | 0–0                      | 0–0                      | 0–0                      | 0–0                      | 0–0                      | 0–0                      | 0–0                      | 0–0                      | 2–3                      | 2–4                      | 6–4                      | 11–4   | 9–4      | 7–4      | 16–3     | 6–4    | 10–3     | 1–1      | 2 / 36  | 70–34   |
| Giải đấu cuối năm          |                          |                          |                          |                          |                          |                          |                          |                          |                          |                          |                          |                          |                          |        |          |          |          |        |          |          |         |         |
| ATP Finals                 | Không vượt qua vòng loại | Không vượt qua vòng loại | Không vượt qua vòng loại | Không vượt qua vòng loại | Không vượt qua vòng loại | Không vượt qua vòng loại | Không vượt qua vòng loại | Không vượt qua vòng loại | Không vượt qua vòng loại | Không vượt qua vòng loại | Không vượt qua vòng loại | Không vượt qua vòng loại | Không vượt qua vòng loại | RR     | RR       | RR       | W        | DNQ    | RR       |          | 1 / 5   | 5–12    |
| ATP Masters Series 1000    |                          |                          |                          |                          |                          |                          |                          |                          |                          |                          |                          |                          |                          |        |          |          |          |        |          |          |         |         |
| Indian Wells               | A                        | A                        | A                        | A                        | A                        | A                        | A                        | A                        | A                        | A                        | A                        | QF                       | 1R                       | 1R     | 1R       | 1R       | 1R       | 1R     | QF       | 2R       | 0 / 8   | 4–8     |
| Miami                      | A                        | A                        | A                        | A                        | A                        | A                        | A                        | A                        | A                        | A                        | 1R                       | 1R                       | 1R                       | 2R     | W        | 1R       | QF       | 1R     | 2R       | 2R       | 1 / 9   | 10–9    |
| Monte Carlo                | A                        | A                        | A                        | A                        | A                        | A                        | A                        | A                        | A                        | A                        | A                        | A                        | 2R                       | 1R     | QF       | 1R       | 2R       | 2R     | 2R       | A        | 0 / 7   | 2–7     |
| Madrid                     | Not Held                 | Not Held                 | Not Held                 | A                        | A                        | A                        | A                        | A                        | A                        | A                        | A                        | 1R                       | A                        | QF     | 2R       | 2R       | 2R       | W      | 1R       |          | 1 / 7   | 7–6     |
| Rome                       | A                        | A                        | A                        | A                        | A                        | A                        | A                        | A                        | A                        | A                        | A                        | 1R                       | 1R                       | A      | 2R       | 1R       | QF       | 2R     | 1R       |          | 0 / 7   | 1–7     |
| Canada                     | A                        | A                        | A                        | A                        | A                        | A                        | A                        | A                        | A                        | A                        | A                        | A                        | 2R                       | QF     | QF       | QF       | QF       | 2R     | 2R       |          | 0 / 7   | 5–7     |
| Cincinnati                 | A                        | A                        | A                        | A                        | A                        | A                        | A                        | A                        | A                        | A                        | A                        | A                        | 2R                       | QF     | 2R       | QF       | QF       | F      | QF       |          | 0 / 7   | 10–7    |
| Thượng Hải                 | Not Held                 | Not Held                 | Not Held                 | Not Held                 | Not Held                 | Not Held                 | Not Held                 | Not Held                 | Not Held                 | Not Held                 | A                        | A                        | 2R                       | QF     | QF       | 2R       | 2R       | 2R     | SF       |          | 0 / 7   | 6–7     |
| Paris                      | A                        | A                        | A                        | A                        | A                        | A                        | A                        | A                        | A                        | A                        | 2R                       | A                        | 2R                       | F      | QF       | SF       | QF       | 2R     | SF       |          | 0 / 8   | 11–8    |
| Thắng-Bại                  | 0–0                      | 0–0                      | 0–0                      | 0–0                      | 0–0                      | 0–0                      | 0–0                      | 0–0                      | 0–0                      | 0–0                      | 1–2                      | 2–4                      | 4–8                      | 9–8    | 8–8      | 7–9      | 6–9      | 8–8    | 10–9     | 0–0      | 2 / 67  | 55–65   |
| Giải đấu đại diện quốc gia |                          |                          |                          |                          |                          |                          |                          |                          |                          |                          |                          |                          |                          |        |          |          |          |        |          |          |         |         |
| Thế vận hội Mùa hè         | NH                       | A                        | Not Held                 | Not Held                 | Not Held                 | A                        | Not Held                 | Not Held                 | Not Held                 | A                        | Not Held                 | Not Held                 | Not Held                 | 1R     | Not Held | Not Held | Not Held | 1R     | Not Held | Not Held | 0 / 2   | 0–2     |
| Davis Cup                  | Z3                       | Z3                       | Z2                       | Z2                       | Z2                       | Z3                       | Z2                       | Z2                       | Z2                       | A                        | A                        | A                        | A                        | PO     | PO       | 1R       | PO       | Z1     | PO       |          | 0 / 1   | 20–5    |
| Thắng-Bại                  | 2–0                      | 1–0                      | 1–1                      | 1–0                      | 0–1                      | 4–0                      | 1–0                      | 1–1                      | 1–0                      | 0–0                      | 0–0                      | 0–0                      | 0–0                      | 3–1    | 2–0      | 0–2      | 1–0      | 1–1    | 1–0      | 0–0      | 0 / 3   | 20–7    |
| Thống kê sự nghiệp         |                          |                          |                          |                          |                          |                          |                          |                          |                          |                          |                          |                          |                          |        |          |          |          |        |          |          |         |         |
| Danh hiệu / Chung kết      | 0 / 0                    | 0 / 0                    | 0 / 0                    | 0 / 0                    | 0 / 0                    | 0 / 0                    | 0 / 0                    | 0 / 0                    | 0 / 0                    | 0 / 1                    | 0 / 4                    | 2 / 3                    | 3 / 5                    | 2 / 3  | 2 / 4    | 8 / 9    | 3 / 5    | 1 / 2  | 4 / 5    | 0 / 0    | 25 / 41 | 25 / 41 |
| Tổng số Thắng-Bại          | 0–0                      | 0–0                      | 1–1                      | 1–0                      | 0–1                      | 0–0                      | 1–0                      | 1–1                      | 1–3                      | 6–5                      | 18–21                    | 28–26                    | 42–26                    | 41–31  | 31–28    | 48–25    | 51–22    | 25–23  | 44–26    | 3–2      | 342–241 | 342–241 |
| Xếp hạng cuối năm          | 1187                     | 917                      | –                        | 787                      | 256                      | 243                      | 245                      | 142                      | 218                      | 84                       | 43                       | 41                       | 20                       | 13     | 15       | 16       | 3        | 27     | 7        |          | 59%     | 59%     |